# Wahagnies
Wahagnies – miejscowość i gmina we Francji, w regionie Hauts-de-France, w departamencie Nord.
Według danych na rok 1990 gminę zamieszkiwały 2674 osoby, a gęstość zaludnienia wynosiła 470 osób/km² (wśród 1549 gmin regionu Nord-Pas-de-Calais Wahagnies plasuje się na 304. miejscu pod względem liczby ludności, natomiast pod względem powierzchni na miejscu 621.).